# Prokuplje
Prokuplje (v srbské cyrilici Прокупље) je hlavní město Toplického okruhu v jižní části Centrálního Srbska poblíž hranice s Kosovem. Patří k menším městům; v roce 2011 mělo 27 163 obyvatel. Protéká ním řeka Toplica. V roce 2018 získalo Prokuplje statut města.

## Historie

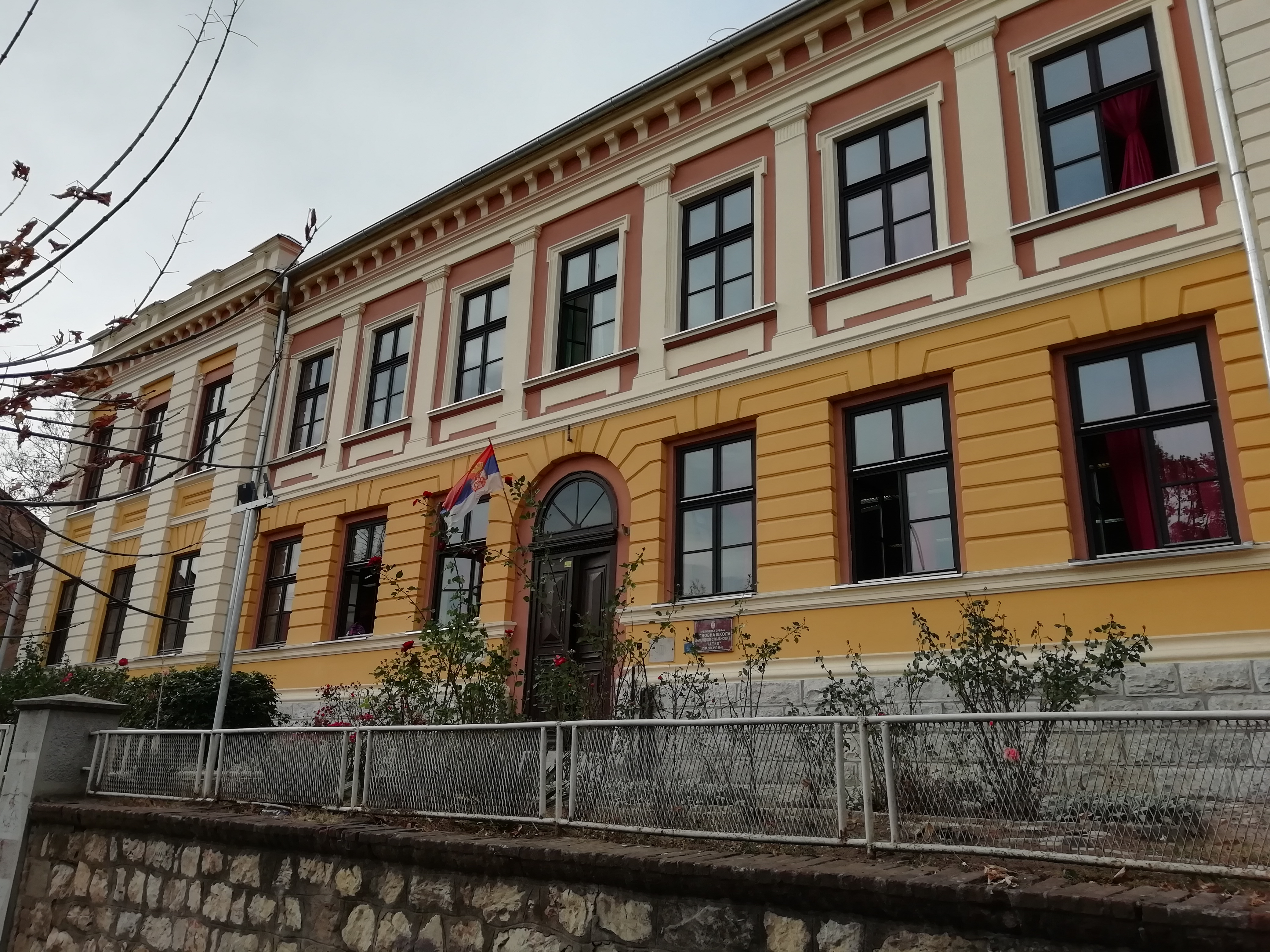
Budova starého gymnázia.

V období antiky zde nejspíše existovala nějaká osada. V její blízkosti nebo ní samotnou procházela římská silnice Via militaris. Osada nesla název Hammeum nebo Hameo. Na konci 4. století našeho letopočtu, kdy byla Římská říše rozdělena, patřily všechny osady v regionu Toplica k Východořímské říši. Název lokality zněl Komplos nebo Komblos
V tureckých záznamech bylo evidováno pod poturčeným názvem Ürgüp. Turci jej oblehli a dobyli roku 1474. Nejprve bylo připojeno ke Kruševackému sandžaku (Aladža-hisar) a později k bylo připojeno k nišskému. Město během turecké nadvlády prosperovalo z obchodu s všemi částmi impéria i přilehlého zahraničí (např. Dubrovnické republiky).
Během Velké turecké války místní pravoslavné obyvatelstvo podpořilo proti Turkům rakouské vojsko. V roce 1689 Rakušané dosáhli Prokuplje, ale nebyli schopni jej udržet, a tak jej vypálili. Turecké úřady dosidlovali do této lokality Albánce, jak dokládají některé místní názvy (Arbanasi). Ti zde žili až do příchodu srbské armády a konce turecké nadvlády.
Součástí srbského království se město stalo v roce 1878 po připojení okolí Niše a okolí k Srbsku. Od 20. let 20. století má vlastní železnici (1925), kanalizaci i nemocnici. V roce 1929 se stalo z administrativního hlediska součástí Moravské bánoviny. Postaven byl také nový most přes řeku Toplici a také Sokolský dům.
Za druhé světové války bylo město okupováno nejprve německým vojskem (10. dubna 1941 po prohrané dubnové válce) a o rok později jej okupovala bulharská armáda. Z Prokuplje byli původem bojovníci tzv. toplického oddílu partyzánské armády. Dne 3. září 1944 bylo osvobozeno. Předtím ale bylo bombardováno spojeneckým letectvem.
Během bomabardování Jugoslávie v roce 1999 letectvem NATO byly zasaženy místní kasárny (kasárna Ratka Pavloviće Ćićka).
V červnu 2018 byl Prokuplji udělen statut města.

## Obyvatelstvo
Obyvatelstvo opštiny Prokuplje se hlásí především k pravoslavné církvi a zanedbatelné je zastoupení dalších církví nebo vyznání. Nejpočetnější jsou z menšin muslimové, k islámu se přihlásilo 289 lidí. Většina obyvatel se hlásí rovněž k srbské národnosti.

## Doprava a ekonomika
Nachází se na silničním tahu spojujícím města Niš a Podujevo a prochází tudy železniční trať Doljevac–Kosovo Polje. Část trati prochází pod městem tunelem. V Prokuplji stojí jediné nádraží.
Městem prochází silnice celostátního významu č. 35 západo-východním směrem. Vede samotným středem města. Výhledově ji doplní tzv. dálnice míru, která povede přes Prokuplje do Kosova.
Prokuplje se nachází v jedné z ekonomicky nejslabších částí Srbska. Většina místních pracuje ve veřejném sektoru. V roce 2009 společnost Leoni Wiring Systems Southeast otevřela továrnu v Prokuplje, která od roku 2013 zaměstnávala přibližně 1 750 lidí.

## Památky
V blízkosti Prokuplje se nachází pevnost Hisar a v samotném městu tzv. Latinský kostel (srbsky Латинска црква) a kostel svatého Prokopa z 10. století. V roce 2008 zde byly objeveny římské lázně.
Místní pobočka srbského národního muzea se jmenuje Národní muzeum Toplice (srbsky Народни музеј Топлице) a je věnováno svému regionu. Místní knihovna nese jméno Rade Drainace.

## Sport
Místní fotbalový název nese název FK Topličanin a byl založen v roce 1919.

## Známé osobnosti
- Miodrag Đukić (1938-2010), spisovatel, dramatik a politik
- Dino Bauk (narozený 1973), slovinský spisovatel a právník
- Katarina Bradić (narozený 1977), operní pěvkyně (mezzosoprán)
- Milan Ivanović (narozený 1981), hráč házené
- Dragan Labović (narozený 1987), basketbalista
- Milan Mitrović (narozený 1988), fotbalista
- Stevan Luković (narozený 1993), fotbalista
- Aleksandar Cvetković (narozený 1995), fotbalista